# 547
547 (DXLVII) fue un año común comenzado en martes del calendario juliano, en vigor en aquella fecha.

## Acontecimientos
- Tropas visigodas atacan Ceuta y la saquean. Sin embargo el domingo los visigodos no toman las armas para no profanar el día sagrado, y los bizantinos destrozan sus fuerzas navales y exterminan a la expedición, reconquistando la ciudad.

## Arte y literatura
- Consagración de San Apolinar in Classe en Rávena. Mosaicos dedicados a Justiniano I y su esposa Teodora en la Iglesia de San Vital en Ravena, Italia. Trono de Maximiano, arzobispo de Rávena.[1][2]

## Fallecimientos
- 21 de marzo: Benito de Nursia, religioso italiano.